# Nelrae Pasha
Nelrae Pasha (née le 28 octobre 1970) est une athlète américaine, spécialiste du 400 mètres.

## Biographie
Elle remporte la médaille de bronze du relais 4 × 400 mètres lors des Championnats du monde en salle 1995, à Barcelone, en compagnie de Tanya Dooley, Kim Graham et Flirtisha Harris.

### Palmarès
| Date | Compétition                    | Lieu      | Résultat | Épreuve   |
| ---- | ------------------------------ | --------- | -------- | --------- |
| 1995 | Championnats du monde en salle | Barcelone | 3e       | 4 × 400 m |

### Records
| Épreuve | Épreuve   | Performance | Lieu      | Date        |
| ------- | --------- | ----------- | --------- | ----------- |
| 400 m   | Plein air | 53 s 89     | São Paulo | 20 mai 1994 |
| 400 m   | Salle     |             |           |             |